# Collégiale Sainte-Marie-Madeleine d'Aigueperse
L'église Sainte-Marie-Madeleine d'Aigueperse est une ancienne collégiale située à Aigueperse, dans le département français du Rhône.

## Histoire
L'église primitive date du XIIe siècle, elle a été transformée en hôpital, puis l'évêque d'Autun, Hugo de Arciaco fonda la collégiale en 1288,.

## Mobilier
La collégiale renferme un Christ en bois réalisé dans un chêne du pays par le sculpteur Zucchini.

### Sources et références
1. ↑  « L’ÉGLISE SAINTE MARIE-MADELEINE », sur www.cartillier.fr (consulté le 5 juillet 2021)
2. ↑  Vincent Tabbagh, « Sainte-Marie-Madeleine - Base des collégiales séculières de France (816-1563) », sur vafl-s-applirecherche.unilim.fr, 29 mars 2019 (consulté le 5 juillet 2021)